# Piero Leddi
Piero Leddi (San Sebastiano Curone, 30 agosto 1930 – 4 giugno 2016) è stato un pittore italiano.

## Biografia
Nato in un paese della provincia di Alessandria, l'artista ha appreso dal padre falegname e da altri parenti artigiani le tecniche di lavorazione dei materiali, mentre il rapporto con la terra e l'agricoltura sono legati alla famiglia materna. Dopo il trasferimento a Tortona è avvenuto il suo accostamento alla pittura, influenzato dal tortonese Mario Patri. A Milano dal 1951, si è dedicato dapprima all'attività di grafico pubblicitario, sperimentando i propri mezzi espressivi ed entrando in contatto con l'ambiente di Brera.
Sin dagli anni Cinquanta il suo lavoro è stato oggetto dell'interesse di critici come Mario De Micheli e Raffaele De Grada, che hanno presentato alcune tra le sue prime personali rispettivamente nel 1959 e nel 1964, seguendo poi con attenzione la sua produzione. Numerose le personali e assai numerose le collettive che hanno registrato la sua partecipazione, tra cui la Biennale nazionale d'arte Città di Milano (nel 1972, 1974, 1984, 1987, 1989, 1993).

## Produzione pittorica
Al centro della pittura di Leddi si pone sin dall'inizio il tema della città: auto, discussioni degli intellettuali, famiglie in interni di vita urbana. Parallelamente, la sua pittura affronta il ripensamento del mondo agricolo arcaico e del suo declino, con figure come quella di Fausto Coppi, suo conterraneo e simbolo di un'epopea contadina, protagonista di numerose opere. Nelle sue opere si nota spesso un affastellamento compositivo, con esiti espressionistici simili a «sfoghi scarabocchiati». Al contrario, una buona predisposizione per cromatismi delicati lo portò ad usare con una certa frequenza il pastello, spesso mischiato all'acquerello e alla tempera. Dagli anni sessanta, cominciò ad indagare e ad inserire nelle composizioni temi geometrici di stampo post-cubista.
Mentre alla fine degli anni Sessanta si segnala un'ampia ricerca sul tema delle Teste, nel corso del decennio successivo la pittura di Leddi si arricchisce di motivi allegorici e metaforici, alimentati dal confronto con la grande tradizione lombarda. Sono di questi anni raffigurazioni di esodi, come Il Carro di Milano (1973-74), o lavori dedicati all'argomento della festa, sino alla Festa sul Ticino (1978). Nella fase successiva, pur nella persistente centralità dei soggetti urbani, si segnala soprattutto l'ampio ciclo, frutto di una lunga meditazione, sul tema della Rivoluzione francese, esposto nel 1989 in occasione del bicentenario al Castello Sforzesco di Milano, all'Istituto italiano di cultura di Lione e in una collettiva al Palais de l'Europe di Strasburgo. Di questo ciclo, cui lo storico Michel Vovelle ha dedicato un contributo specifico nel catalogo dell'esposizione, fanno parte tele come il Carro della Festa (1987) e il Mulino dell'Encyclopédie (1988).
Negli anni più recenti, accanto al mai interrotto interesse per la città, riflesso nella mostra dedicata a Milano allestita al Museo della Permanente nel 1995, la produzione di Leddi ha mostrato una ripresa sistematica e approfondita del tema del corpo, che ha visto l'artista teso a rappresentare l'anatomia umana, l'interno-esterno, il rapporto uomo-natura, in una vasta gamma di opere in cui, sperimentando tecniche diverse e attraverso il confronto con i grandi maestri del passato, la lettura del presente è proposta in differenti chiavi possibili, tragiche, sentimentali e caricaturali.
Fra le esposizioni, un posto particolare ebbe quella del 1966 alla Galleria La Nuova Pesa di Roma: una recensione negativa da parte del critico Giorgio Di Genova, all'epoca collaboratore de L'Unità, non poté uscire per volontà di Antonello Trombadori, curatore della mostra ed esponente di peso nel quotidiano comunista.